# Герб Даровского района
Герб муниципального образования «Даровской район» — опознавательно-правовой знак, составленный и употребляемый в соответствии с правилами геральдики, служащий символом муниципального района «Даровской район» Кировской области Российской Федерации.

## Описание герба
Описание герба:
В зелёном поле с золотой оконечностью, обременённой в пояс тремя пурпурными цветами клевера с зелёными листьями, две золотые отвлечённые прямо сложенные в горсть длани, держащие золотую деревянную солонку-утицу, наполненную золотыми пшеничными зёрнами, сложенными горкой.

## Обоснование символики
Обоснование символики:
Герб языком символов и аллегорий передаёт природные, исторические и экономические особенности Даровского района.
По одной из версий, название села Даровское (позднее — посёлок Даровской, давший название району) происходит от реки Даровой (Даровушки), протекающей рядом с поселением. Это нашло отражение в храмозданной грамоте архиепископа Дионисия на построение в 1717 году в Торощиной слободке у речки Даровой деревянной церкви во имя святого Модеста Иерусалимского (село Даровское Котельничского уезда). По преданию, под застройку села в XVII веке расчищали лесной массив: корчевали деревья, сжигали пни и отдавали эти участки малоземельным крестьянам во временное пользование. Отдавали бесплатно, даром, отсюда и Даровая (Даровушка), Даровское. По данным вятского статистического комитета, подсечно-огневой способ использования земли существовал в Даровской и ряде других волостей вплоть до XIX века, когда для возделывания отдавались лесные участки, лес вырубался и сжигался, а земля использовалась для сельскохозяйственных нужд.
Эти особенности символически переданы в гербе: золотые руки протягивают, как бы «даруют», золотое зерно, символ плодородия. На то обстоятельство, что ставшая кормилицей «даровая» земля была когда-то отвоёвана у лесной стихии, указывает деревянная солонка-утица, в которую насыпано зерно. Наполненная солонка-утица — это и символ изобилия («полная чаша»), и символ гостеприимства. Кроме того, деревянная утица указывает на богатые традиции народных промыслов, а в сочетании с зелёным цветом полотнища символизирует развитое в районе лесопромышленное производство.
Три цветка клевера в золотой оконечности также символизируют плодородные земли, традиционные для района растениеводство и молочное животноводство.
Жёлтый цвет (золото) символизирует богатство, благородство и справедливость
Зелёный цвет обозначает изобилие, честь и стремление к победе.
Пурпурный цвет олицетворяет цветущую землю, а также духовные добродетели, щедрость и достоинство.

## История создания
- 24 июня 2009 — герб района утверждён решением Даровской районной Думы[2].

- Герб Даровского района включён в Государственный геральдический регистр Российской Федерации под № 5610[3].